# Mesembreosa albatra
Mesembreosa albatra là một loài bướm đêm trong họ Noctuidae.